# Приморский завод
Примо́рский заво́д — российская судоремонтная компания с диверсифицированным производством по перевалке каменного угля и бункеровке судов нефтепродуктами в порту Находка. Грузооборот «Порт Восточные Ворота — Приморский завод» в 2010 году составил 237 тыс. тонн. Штаб-квартира — в Находке.

## История
Завод был открыт в 1957 году. Первое судно — теплоход «Сталинград» было принято на ремонт весной 1958 года. Первые годы обслуживал суда различных типов, затем стал специализироваться на ремонте больших рыболовных траулеров, рефрижераторов среднего тоннажа, плавбаз, БМРТ, БАТМ, РТМС, небольших сейнеров. Первый директор завода — Степан Гейц, занимал должность с 1957 по 1972 гг., удостоен награды Ордена Ленина, звания Почётного гражданина Находки. В советские времена предприятие входило в число градообразующих, его доля в промышленном производстве города достигала 25 %, завод был ведущим судоремонтным предприятием рыбной промышленности Дальнего Востока. Действовала заводская строительная организация, возводившая жильё в Южном микрорайоне, домостроительный комбинат, осуществлялась деревообработка. В 1970 году по инициативе директора заводской библиотеки Дины Усатой образован литературный клуб «Элегия». В 1980-е годы на заводе в должности инженера трудился будущий мэр города Находки Виктор Гнездилов, в 1959—1980 гг. прошёл путь от слесаря до начальника цеха будущий генеральный директор «Приморнефтепродукта» Владимир Масловский.
В 1992 году завод был акционирован и получил новое название — «Приморремрыбфлот». В сентябре того же года на предприятии прошла забастовка трудового коллектива, связанная с оглаской получения кредита от имени завода и приобретения руководством завода контрольного пакета акций по закрытой подписке, в результате которой коллективу досталось менее 15 % акций. По итогам забастовки закрытая подписка была признана недействительной, генеральный директор Владимир Крамков подал в отставку. По решению фонда имущества администрации города Находки была проведена повторная закрытая подписка акций, по итогам которой все акции были выкуплены коллективом предприятия. На внеочередном собрании акционеров новым генеральным директором был избран главный механик завода Юрий Ельчанинов. На этот период пришёлся спад производства: объём судоремонтных услуг и рентабельность предприятия в 1993 году упали на 50 % в сравнении с 1992 годом. На заводе проходили массовые увольнения. К 1994 году контрольный пакет акций (50,7 %) был консолидирован в руках российско-нидерландского совместного предприятия с находкинской пропиской «Тихоокеанская торгово-промышленная компания» (основана в 1991 году), которую возглавлял Андрей Заварзин. О новом собственнике завода трудовой коллектив был оповещён на годовом собрании акционеров, проходившем 5 апреля 1993 года. Речь Заварзина была встречена судоремонтниками с явным одобрением, они надеялись, что «новый хозяин остановит развал предприятия». 
Тогда же завод был преобразован в ОАО «Приморский завод», на заводе трудилось 2800 работников. Предприятие участвовало в уставном капитале городской газеты «Находкинский проспект». В 1994 году Андрей Заварзин отмечал: «Все проекты — реальные и высокорентабельные, кроме судоремонта. Его мы взяли как наследие прошлого и будем тащить дальше. Большую надежду возлагаем на портовую деятельность. Почему мы выбрали этот завод? Я считаю, что это лучшая в городе земля. И по большому счету, это был разумный шаг. Хотя глубины и масштабов экономического краха на заводе я себе не представлял. Но его не представлял себе никто».
30 апреля 2008 года у причалов судоремонтного комплекса предприятия затонул плавучий док водоизмещением 27 тысяч тонн. В ноябре 2008 года транспортная прокуратура города в судебном порядке потребовала от «Приморского завода» поднять со дна бухты Находка затонувший плавучий док, создававший угрозу загрязнения акватории бухты находившимся в топливном танке дока дизельным топливом. В октябре 2013 года плавучий док был поднят.
В июне 2009 года ОАО «Судоремонтный комплекс-Приморский завод» было признано банкротом, после чего преобразовано в ООО «Судоремонтный комплекс-Приморский завод».

## Собственники и руководство
Всего акционеров на 2008 год — 2852 лица, крупные пакеты акций принадлежат менеджменту компании: по 20 % акций — Николаю Заварзину и Андрею Заварзину. Генеральный директор — Заварзин Николай Иванович. Председатель совета директоров — Заварзин Андрей Иванович.
«Приморский завод» — головная управляющая компания, основным видом деятельности которой является аренда производственной площади дочерним компаниям. Основные активы на 2009 год: ЗАО «Порт Восточные ворота-Приморский завод», ООО «Судоремонтный комплекс-Приморский завод», ЗАО «Трансбункер-Находка». Полномочия совета директоров дочерних подразделений переданы органам управления материнской компании.

## Деятельность
Завод владеет промышленной площадкой размером 64 гектара, портовыми причалами на берегах бухты Находка протяжённостью 2,5 км с глубинами от 6,5 до 12 м. Имеется 4 судоремонтных пирса, 8 портальных кранов, 2 дока. Основным видом перерабатываемых грузов в порту в 2011 году является каменный уголь. Судоремонтная деятельность предприятия охватывает суда различных классов (рыболовецкие, торговые, танкеры) и включает докование, ремонт дизелей, топливной аппаратуры, водяных и тепловых котлов и пр. Основным конкурентом компании на рынке судоремонтных услуг в порту Находка является «Находкинский судоремонтный завод». Значительная часть инфраструктуры, включая площадки и цеха, с начала 1990-х гг. остаётся не задействованной.

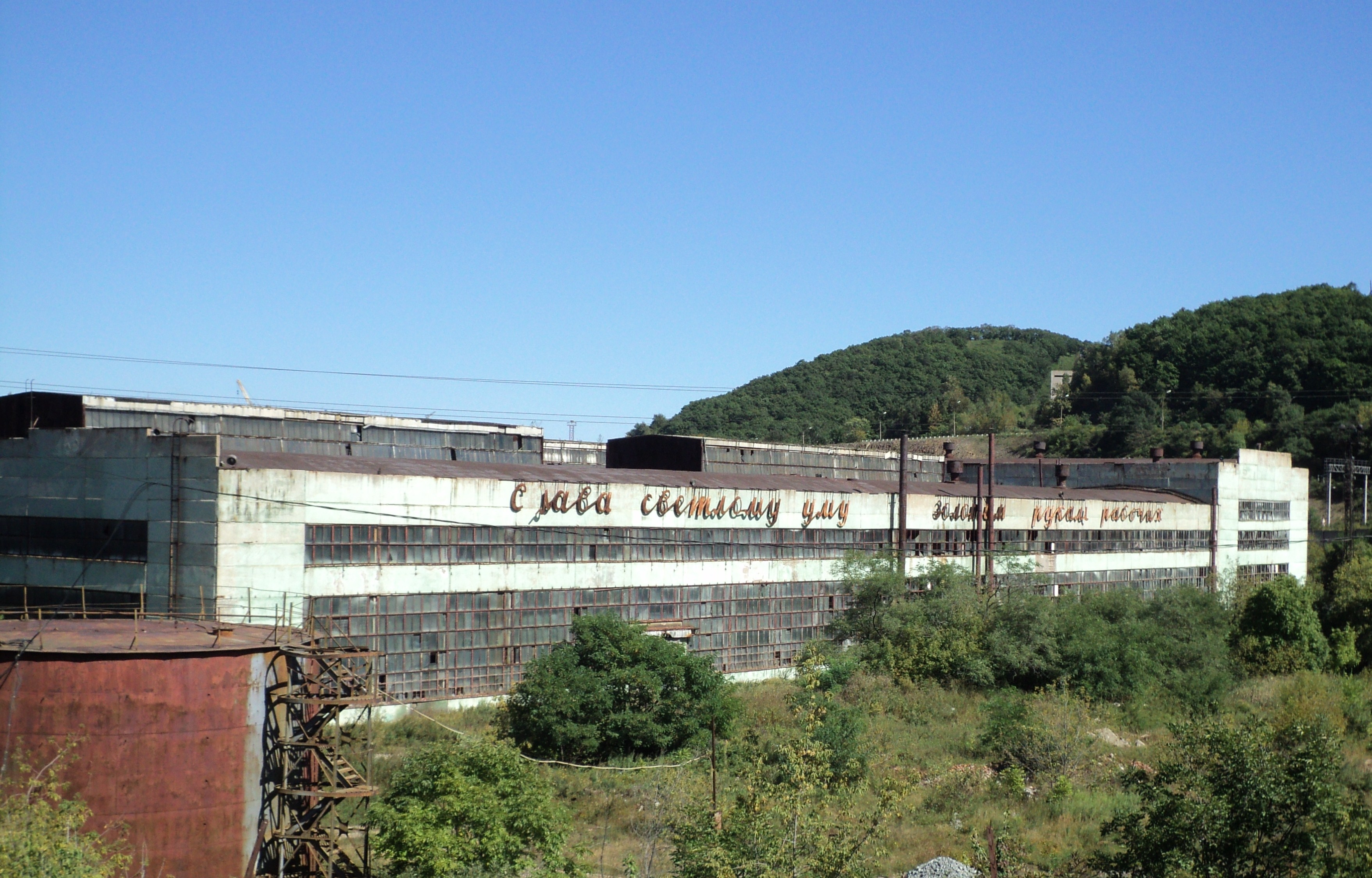
Пустующий цех с надписью: «Слава светлому уму, золотым рукам рабочих»
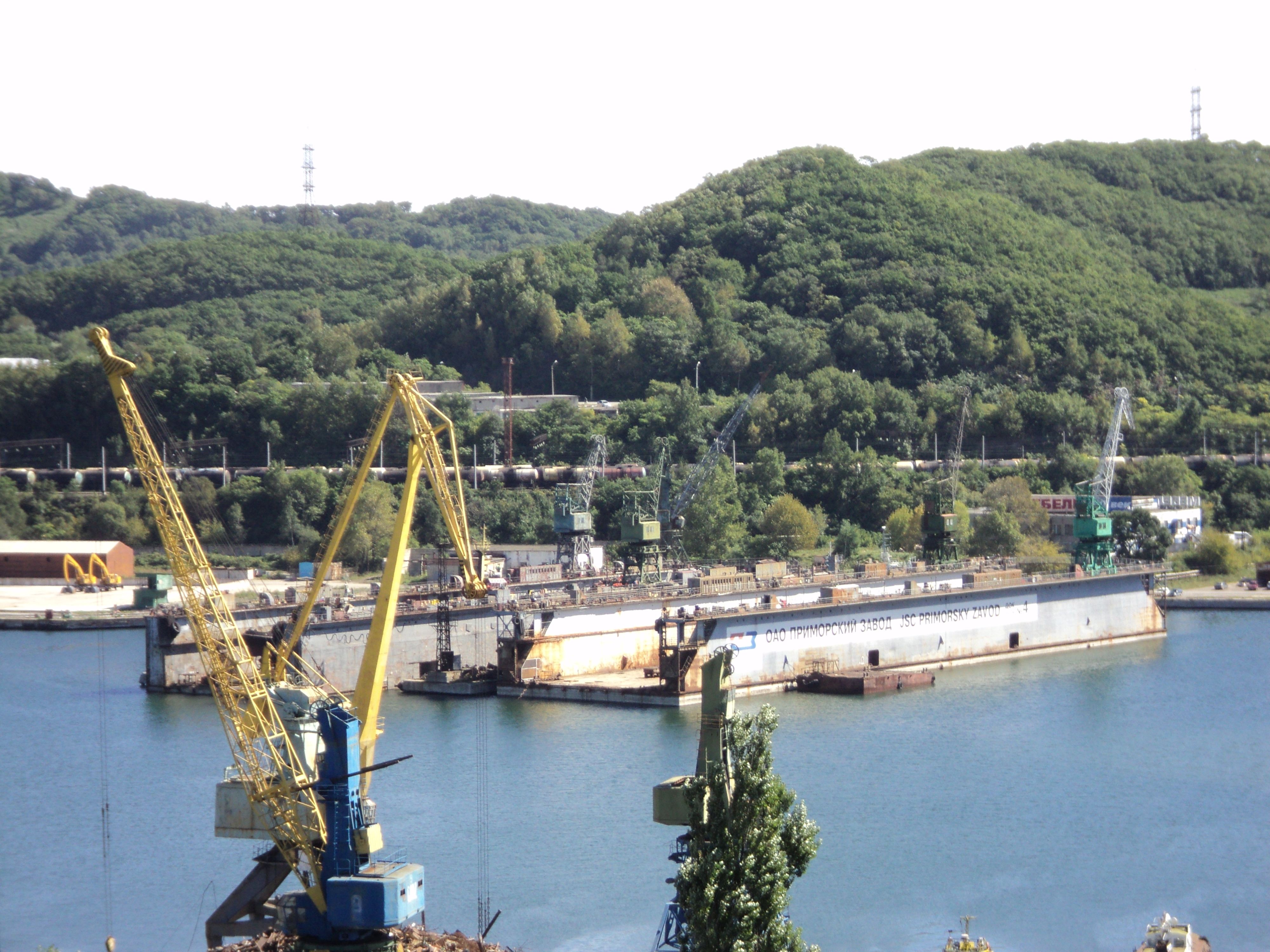
Доки
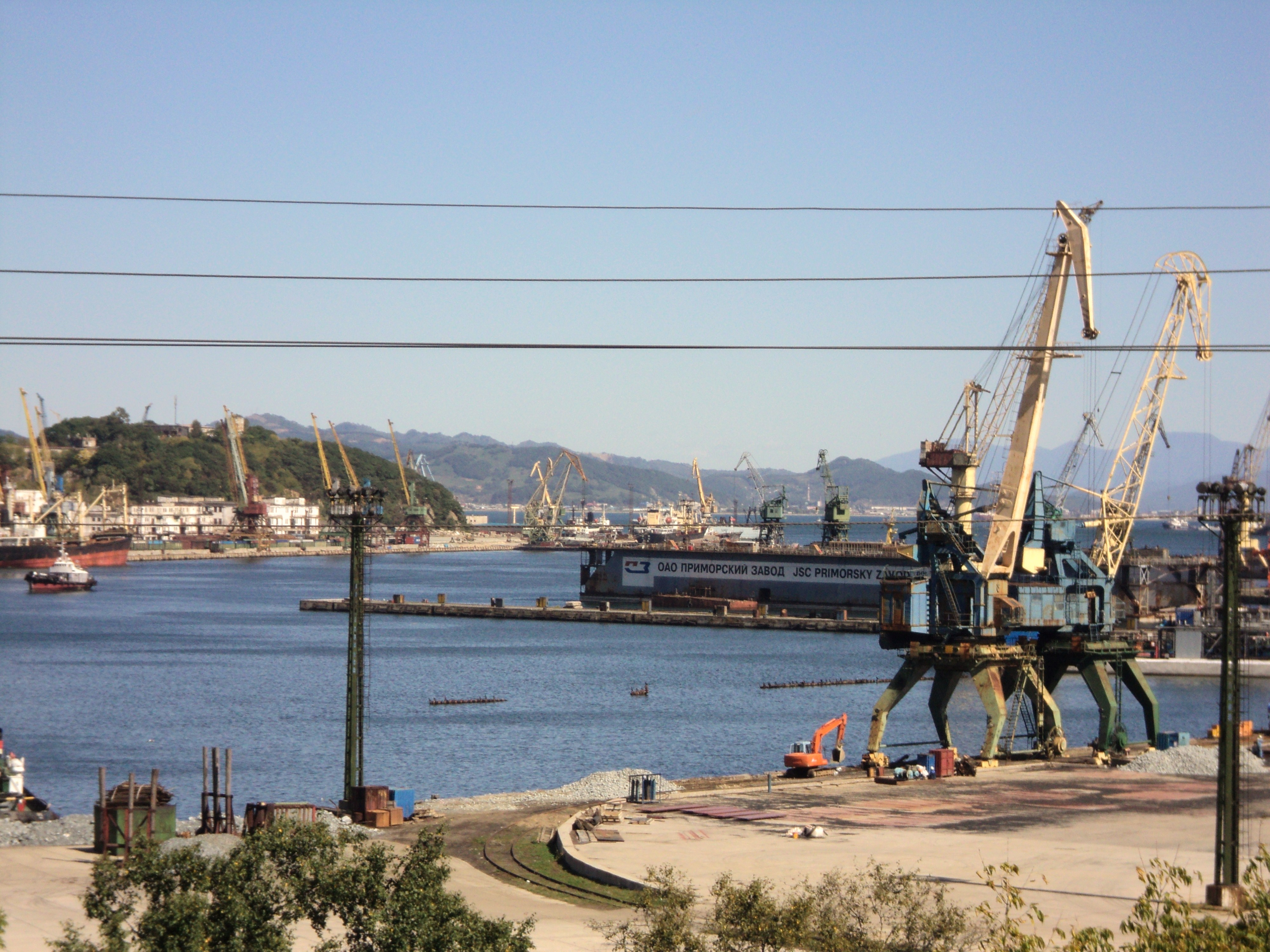
Причалы